# Shinkigen

Le Shinkigen (新紀元, « Nouvelle ère ») est un mensuel socialiste japonais ayant existé de novembre 1905 à novembre 1906,,. Il est né à la suite d'une scission de la Heiminsha (Société du peuple) qui rédigeait le Heimin Shimbun, en octobre 1905,. Le premier numéro est édité le 10 novembre 1905 et l'on retrouve un article d'Uchimura Kanzō qui déclare « Bien que je ne sois pas socialiste, je ne peux refréner ma grande sympathie pour ce travail de gentleman ». 
Le mensuel est l'organe de presse d'un groupe socialiste réformiste dominé par les chrétiens sociaux-démocrates comme Abe Isoo, Sen Katayama, Sanshirō Ishikawa et Naoe Kinoshita,, qui défendent l'idée du suffrage universel et d'une réforme sociale (par le biais de moyens parlementaires).
Le Shinkigen se caractérise par une vision humaniste. Sa conception du socialisme est spiritualiste et grandement individualiste. Le magazine utilise souvent des motifs religieux (chrétiens), avec des images comme des anges, un rayon de soleil sur la page de couverture, ou des titres d'articles comme La Pensée révolutionnaire de Mère Marie. Le magazine fait cependant également des critiques du christianisme.
En février 1906, le Shinkigen et une autre faction issue du Heiminsha, les matérialistes, fondent ensemble un parti politique, le Parti socialiste japonais (Nihon Shakai-tō).
Comme d'autres médias de gauche ou libéraux, le Shinkigen est la cible de la répression du gouvernement. En tout, treize numéros du Shinkigen sont édités. Le Parti socialiste japonais survit jusqu'en février 1907 avant son interdiction par la police après son premier congrès,.
En 1961, un volume regroupant les éditions du Shinkigen est édité par la maison Meiji Bunken Shiryo Kankokai.